# Colonia Alberdi

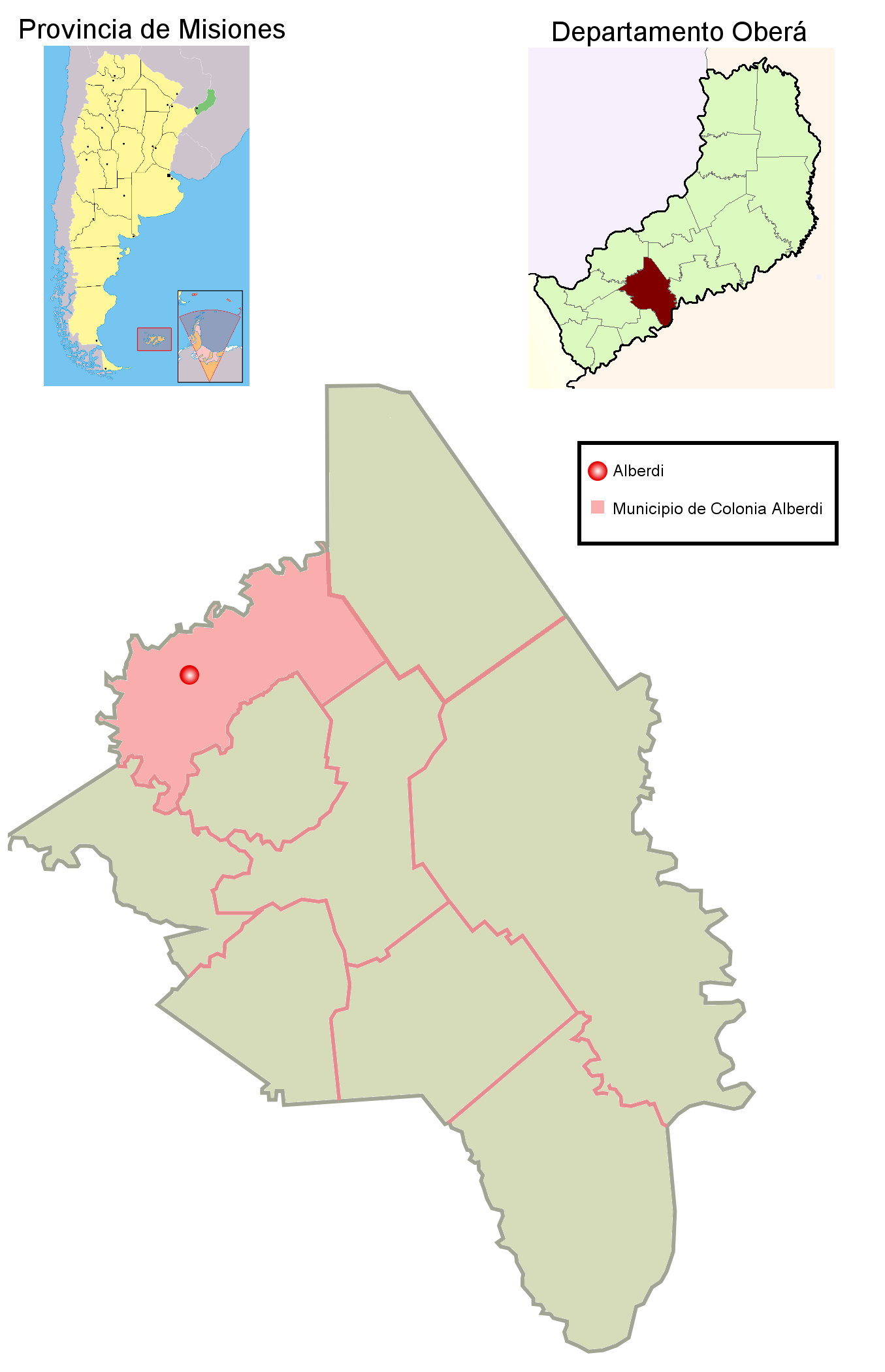
Área del municipio de Colonia Alberdi en el departamento Oberá.

Colonia Alberdi —o simplemente Alberdi— es una localidad y municipio argentino de la provincia de Misiones, ubicado dentro del departamento Oberá. Se halla a una latitud de 27° 21′ Sur, y a una longitud de 55° 11′ Oeste, en lo que se conoce como cerros del Chapá. Además del poblado de Alberdi, el municipio se encuentra formado por los parajes de Furtz o Zona 309, Picaza, Don Carlos o Soberbio Oeste, Yerbal Viejo, Ex Resper, Ruta 6, Irupé, Pirilén, La Cancha Rana, La Franja y La Recta.

## Vías de comunicación

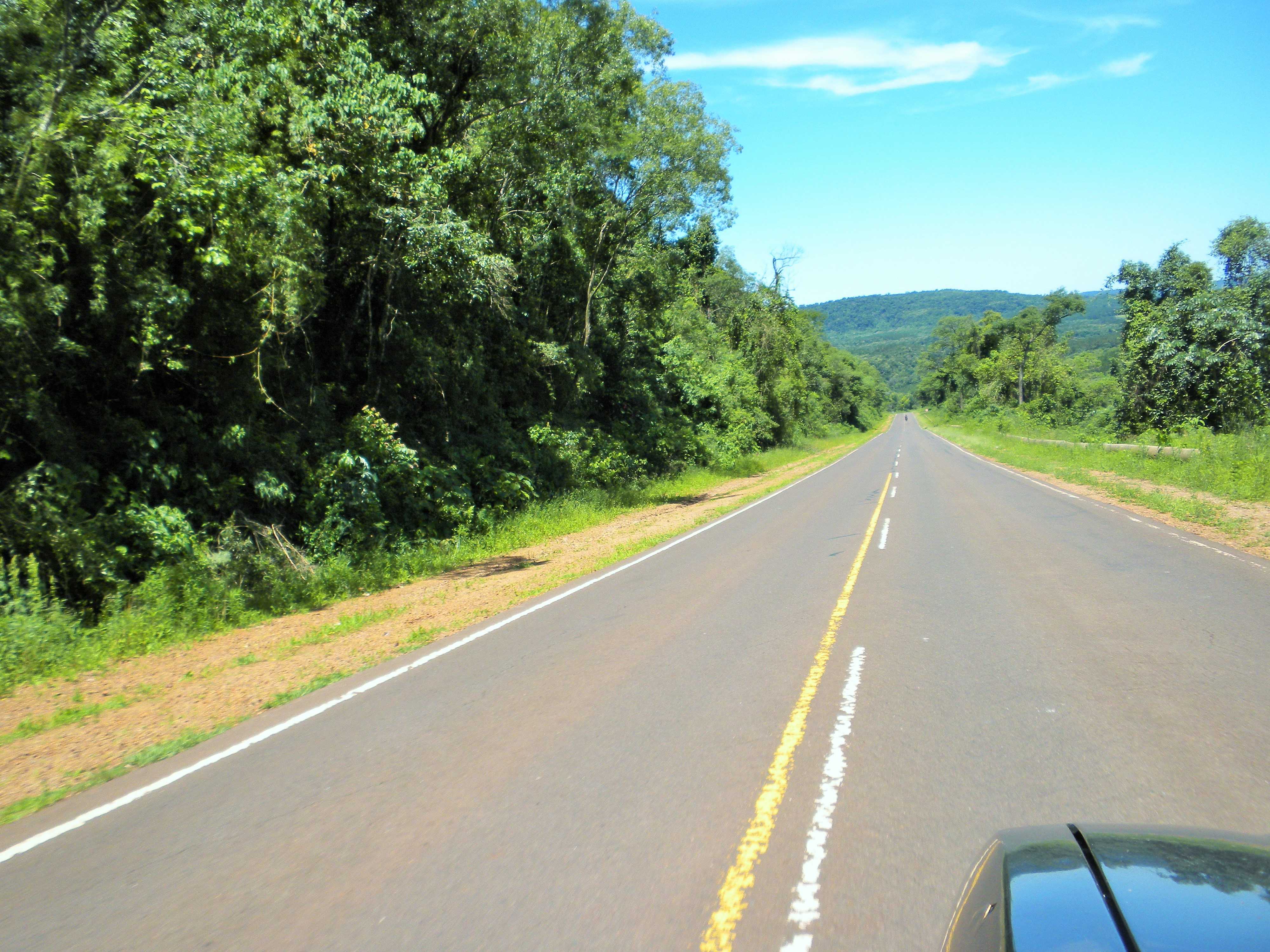
Tramo de la carretera en la llegada a Colonia Alberdi (Misiones, Argentina) - Ruta Provincial 6, Provincia de Misiones). Fuenteː Periodista Horacio Cambeiro.

Se accede a ella principalmente vía la ruta Provincial 5 —asfaltada—, que la comunica al sur con General Alvear y Oberá, y al norte con Gobernador Roca (previo empalme con la Ruta Provincial 6); también pasa por el ejido urbano la ruta Provincial 210, que la comunica con Mártires y Campo Viera.

## Historia
El poblado se formó en torno a las casas construidas por los primeros pobladores de la Colonia Chapá. En 1956 por decreto provincial dicha colonia se transforma en municipio tomando el nombre en honor al estadista liberal Juan Bautista Alberdi.

## Economía
El principal atractivo turístico es el balneario municipal instalado a la vera de los saltos del arroyo Chapá y también el Salto Dos Hermanos y el Salto Tobogán. Sus principales actividades económicas son los cultivos de té y yerba mate (en ese orden). También cuenta con varios aserraderos. El 80 % de las chacras tienen menos de 25 ha (hectáreas), y el 40 % de los suelos es pedregoso. En los últimos años se observó un proceso de diversificación, de donde surgen nuevas actividades económicas como son la piscicultura, ganadería, producción de lácteos, fabricación de indumentaria, viveros y agroturismo.
El municipio cuenta con una población de 3685 habitantes, según el censo del año 2001 (INDEC).

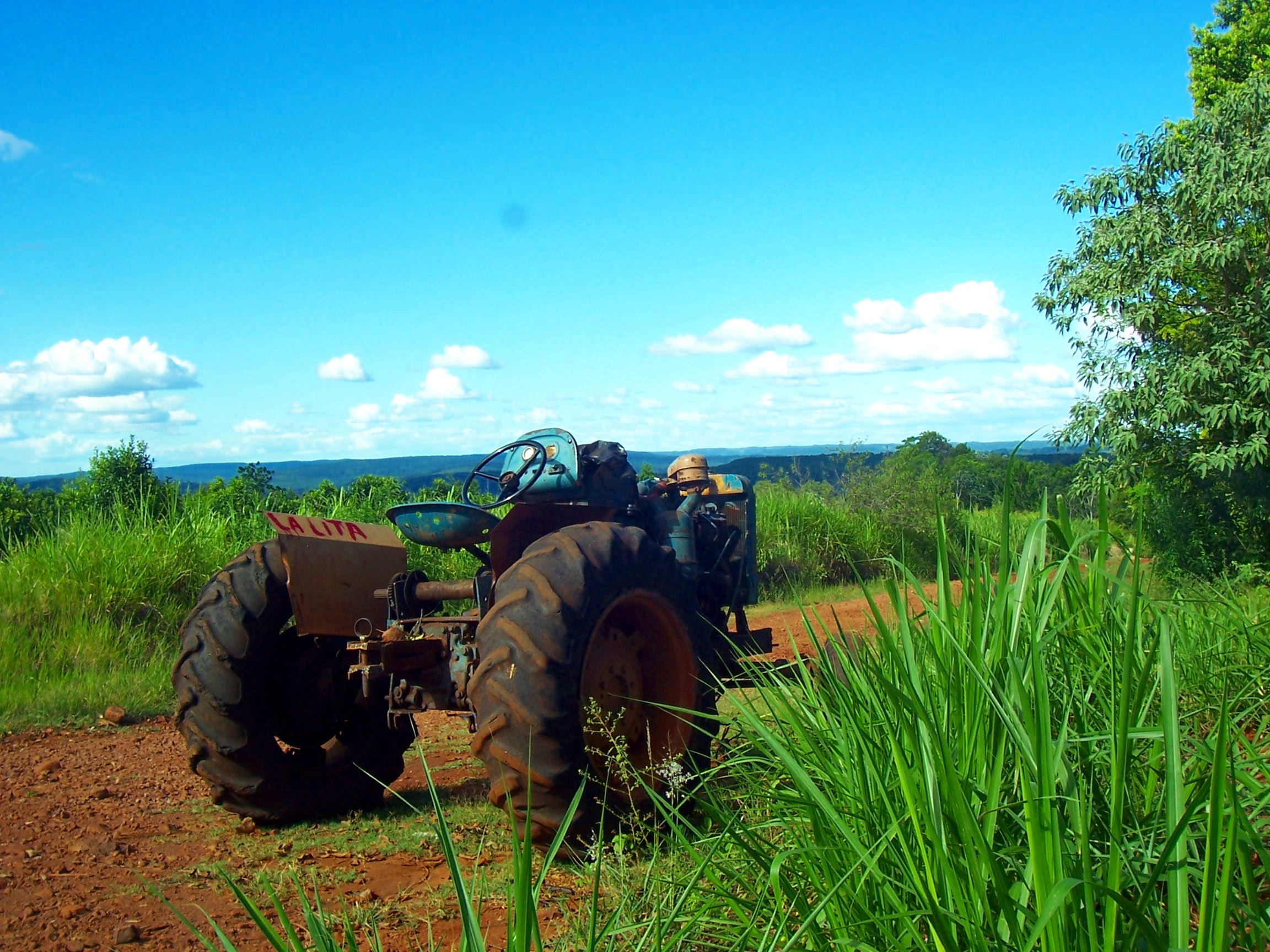
Área rural del municipio de Alberdi.

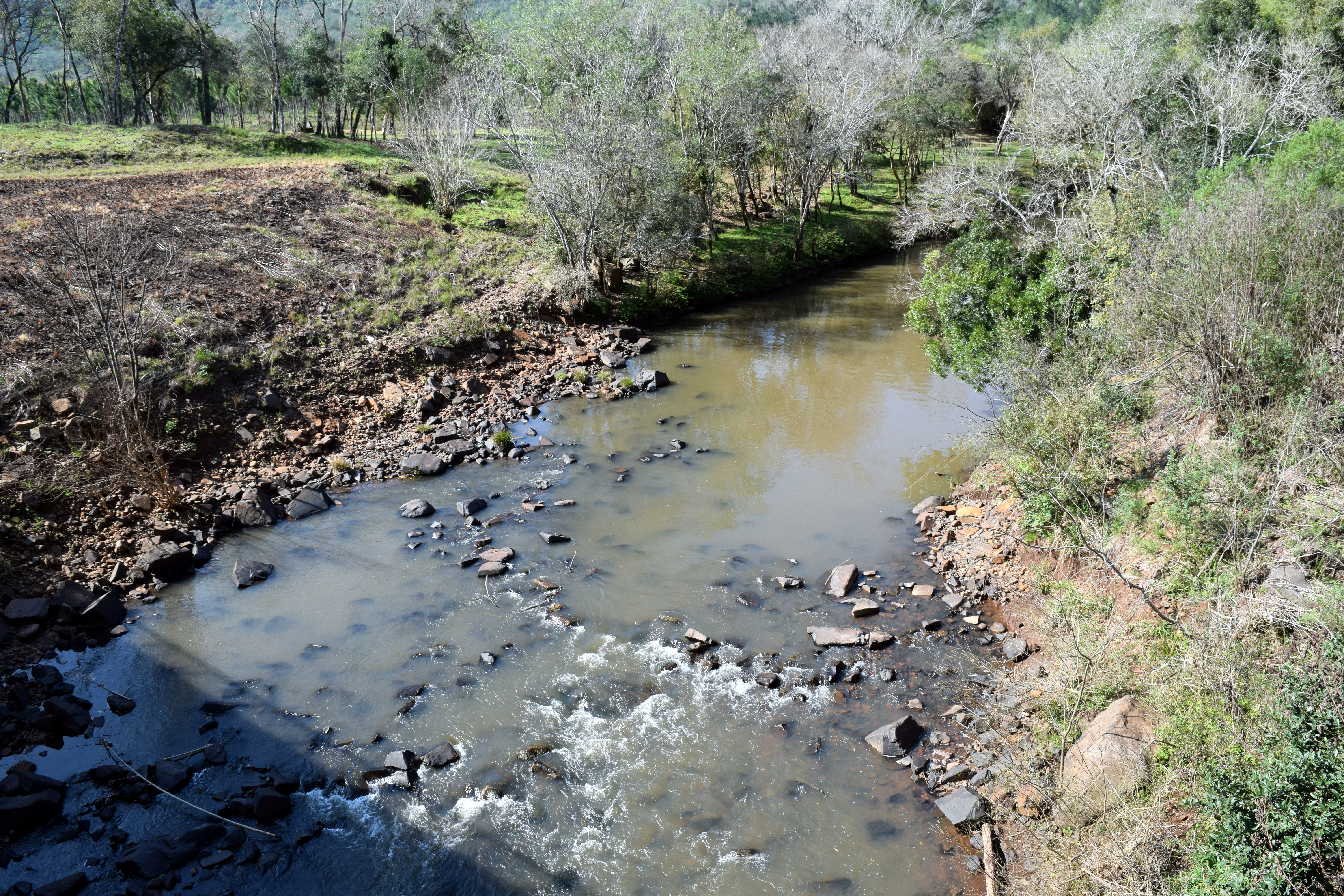
Salto Chapá I, principal atractivo turístico del municipio.

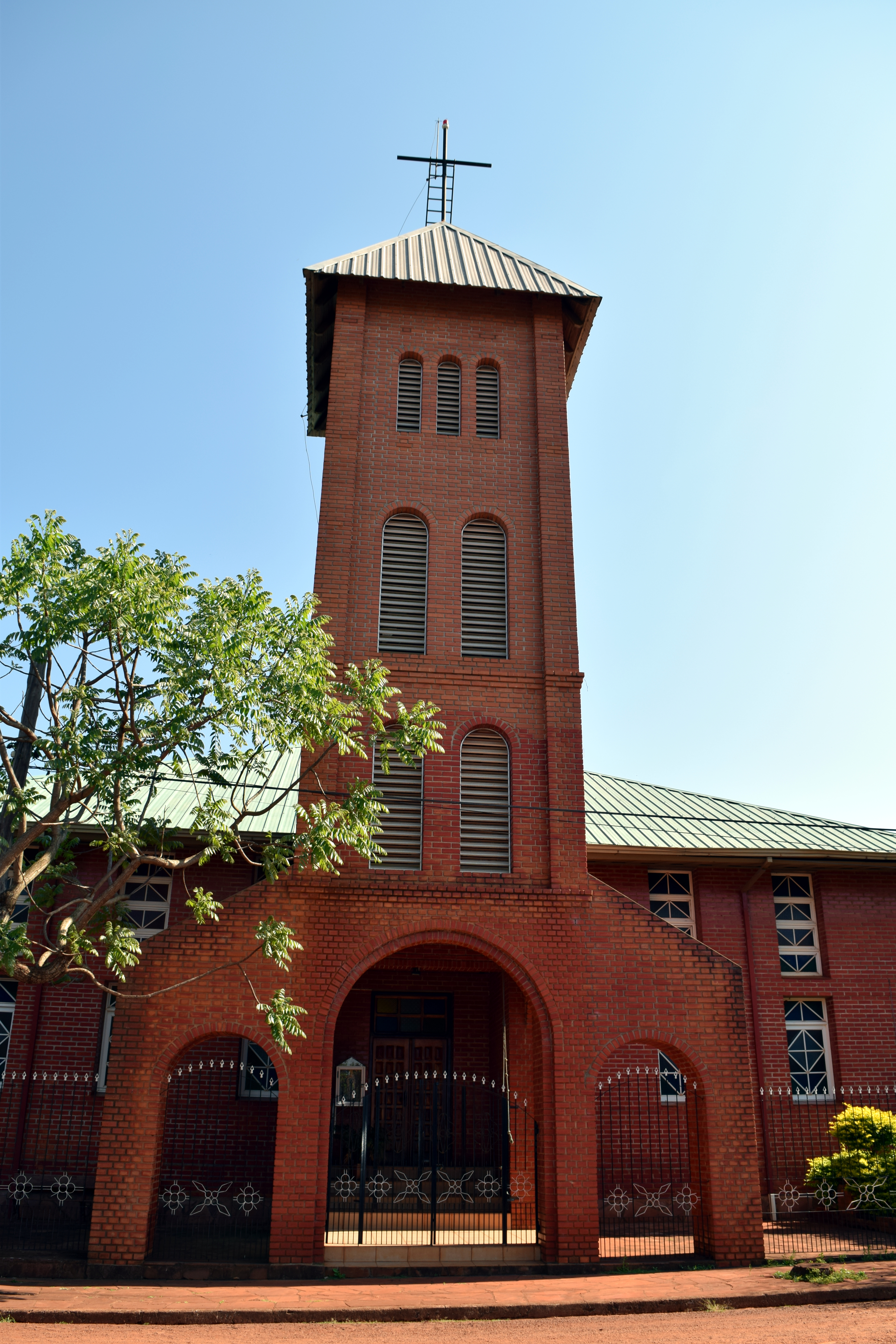
Parroquia Nuestra Señora de Lourdes.

## Parroquias de la Iglesia católica en Colonia Alberdi
| Diócesis | Oberá                     |
| -------- | ------------------------- |
| Vicaría  | Nuestra Señora de Lourdes |